# Комета (книга)
«Комета» (англ. Comet) — науково-популярна книга Карла Сагана та Енн Друян 1985 року. Автори описують природу комет та еволюцію сприйняття комет людьми протягом історії. Детально описано розвиток розуміння комет науковцями. Обговорено внесок таких філософів та астрономів, як Едмонд Галлей, Іммануїл Кант і Вільям Гаґґінс.
Публікація першого видання відбулася за кілька місяців до появи комети Галлея в 1986 році. Видання 1997 року містить додаткові матеріали.